# (72656) 2001 FL46
(72656) 2001 FL46 – planetoida z pasa głównego asteroid okrążająca Słońce w ciągu 4,41 lat w średniej odległości 2,69 j.a. Odkryta 18 marca 2001 roku.